# Omealca (kommun)
Omealca är en kommun i Mexiko.   Den ligger i delstaten Veracruz, i den sydöstra delen av landet, 260 km öster om huvudstaden Mexico City.
Följande samhällen finns i Omealca:
- Omealca
- Mata Tenatito
- Rincón de Buena Vista
- Cruz Tetela
- Bajo Grande
- Tenejápam de Mata
- Paso del Rosario
- Emiliano Zapata
- Balsa Larga
- El Jobo
- Loma Mulato
- Dos Caminos
- Miahuatlán
- Tecoloteplán
- Paso Real
- Vista Hermosa
- Miguel Hidalgo y Costilla
- San Pablo Ojo de Agua
- Coatica
- Ampliación San Pablo Ojo de Agua
- Ampliación Balsa Larga
- El Mirador
- La Balsa
- Palma Sola
- El Callejón
- Paso Carrillo
- El Pozorrón
- Rincón Viejo
- Kilómetro G. Veintinueve
- Ampliación Pozorrón
- Benito Juárez
- Atolka
- Victoria
- Rancho Calzada